# Hey Brother
〈Hey Brother〉는 DJ 아비치의 노래이다. 정규 데뷔 앨범 《True》의 싱글이다. 영국 싱글 차트 2위를 한 곡이다. 스웨덴 음반 산업 협회(GLF) 인증 7× 플래티넘 등급을, 영국 축음기 협회(BPI) 인증 더블 플래티넘 등급을 받은 곡이다.

## 곡 목록
- CD single[1]

1. "Hey Brother" (radio edit) – 4:14
2. "Hey Brother" (instrumental) – 4:14

- Digital download — remixes[2]

1. "Hey Brother" (Syn Cole remix) – 5:00
2. "Hey Brother" (extended version) – 5:30

- True (Avicii by Avicii)[3]

1. "Hey Brother (Avicii by Avicii)" – 6:09